# NGC 1807
NGC 1807 (również OCL 462) – grupa gwiazd znajdująca się w gwiazdozbiorze Byka, klasyfikowana jako gromada otwarta lub asteryzm. Odkrył ją John Herschel 25 stycznia 1832 roku. Grupa ta znajduje się w odległości ok. 3,1 tys. lat świetlnych od Słońca oraz 30,9 tys. lat świetlnych od centrum Galaktyki.